# 舒常
舒常（穆麟德轉寫：šucang，？—1798年），滿洲正白旗，舒穆鲁氏，大学士舒赫德之子。清朝政治人物、清朝工部尚書。
舒常初为侍卫，因其父得罪牵连，被遣黑龙江。乾隆三十七年（1772年）以护军统领从将军温福征金川有功，任参赞大臣。1784年2月20日－1785年2月26日期間，奉旨接替巴延三擔任兩廣總督。全名為「總督兩廣等處地方提督軍務、糧饟兼巡撫事」的該官職，是兼轄廣西地區的廣東、廣西兩省之最高統治者，亦為清朝封疆大吏之一。乾隆五十年三月戊辰，接替復興，擔任清朝工部尚書，后授湖廣總督。由福長安接任。嘉庆初年，署刑部尚书、兵部尚书。官至镶黄旗蒙古都统。嘉庆三年卒，谥恪靖。